# Microdon megalogaster
Microdon megalogaster là một loài ruồi trong họ Ruồi giả ong (Syrphidae). Loài này được Snow mô tả khoa học đầu tiên năm 1892. Microdon megalogaster phân bố ở miền Tân bắc